# 龙珠属
龙珠属（学名：Tubocapsicum）是茄科下的一个属，为多年生草本植物。该属共有2种，分布于朝鲜、日本和中国。